# Maladera spinifemorata
Maladera spinifemorata är en skalbaggsart som beskrevs av Kobayashi 1993. Maladera spinifemorata ingår i släktet Maladera och familjen Melolonthidae. Inga underarter finns listade i Catalogue of Life.